# Coelioxys bifoliata
Coelioxys bifoliata är en biart som beskrevs av Pasteels 1968. Coelioxys bifoliata ingår i släktet kägelbin, och familjen buksamlarbin. Inga underarter finns listade i Catalogue of Life.